# Łyszczec wiechowaty

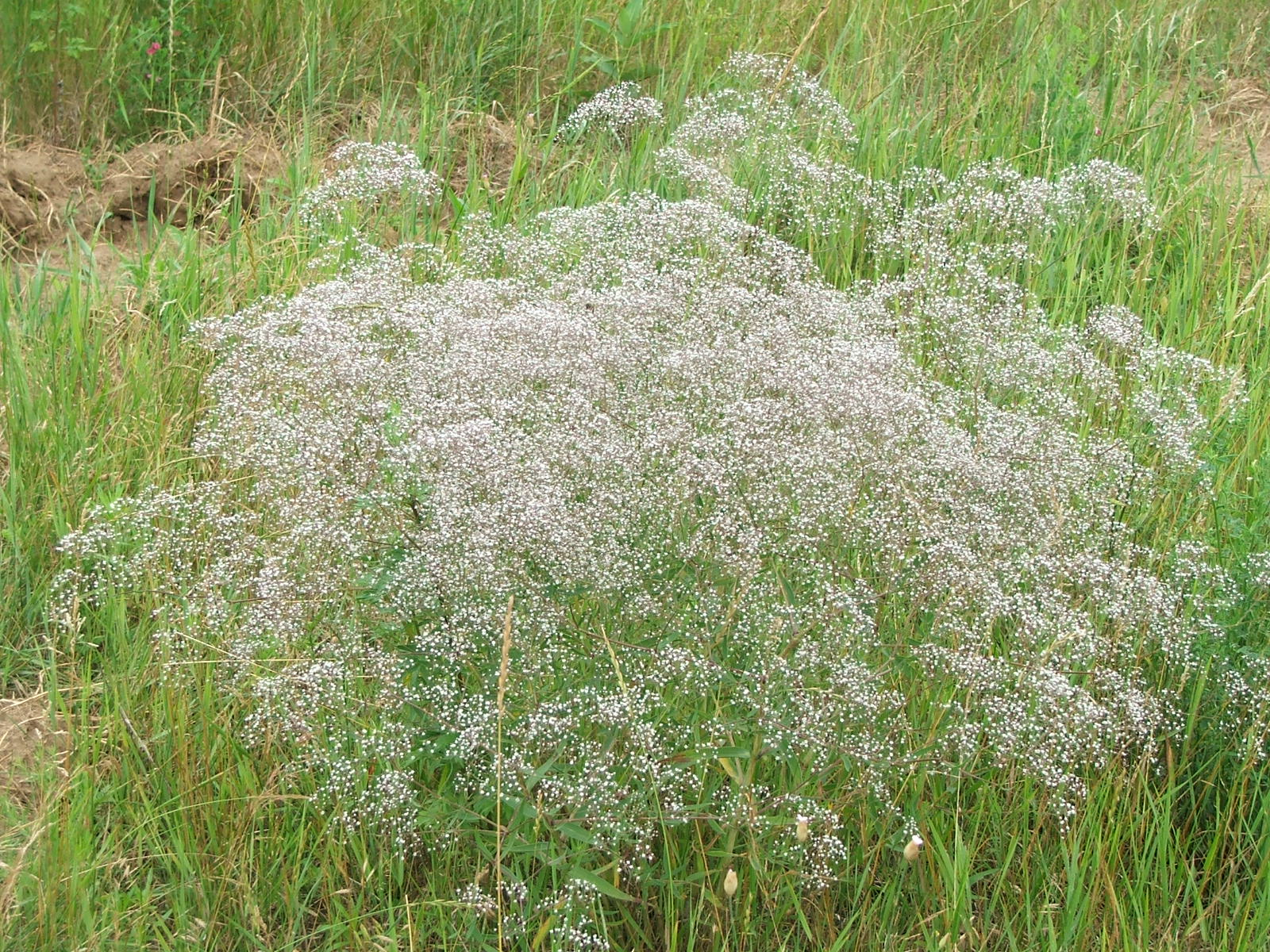
Pokrój

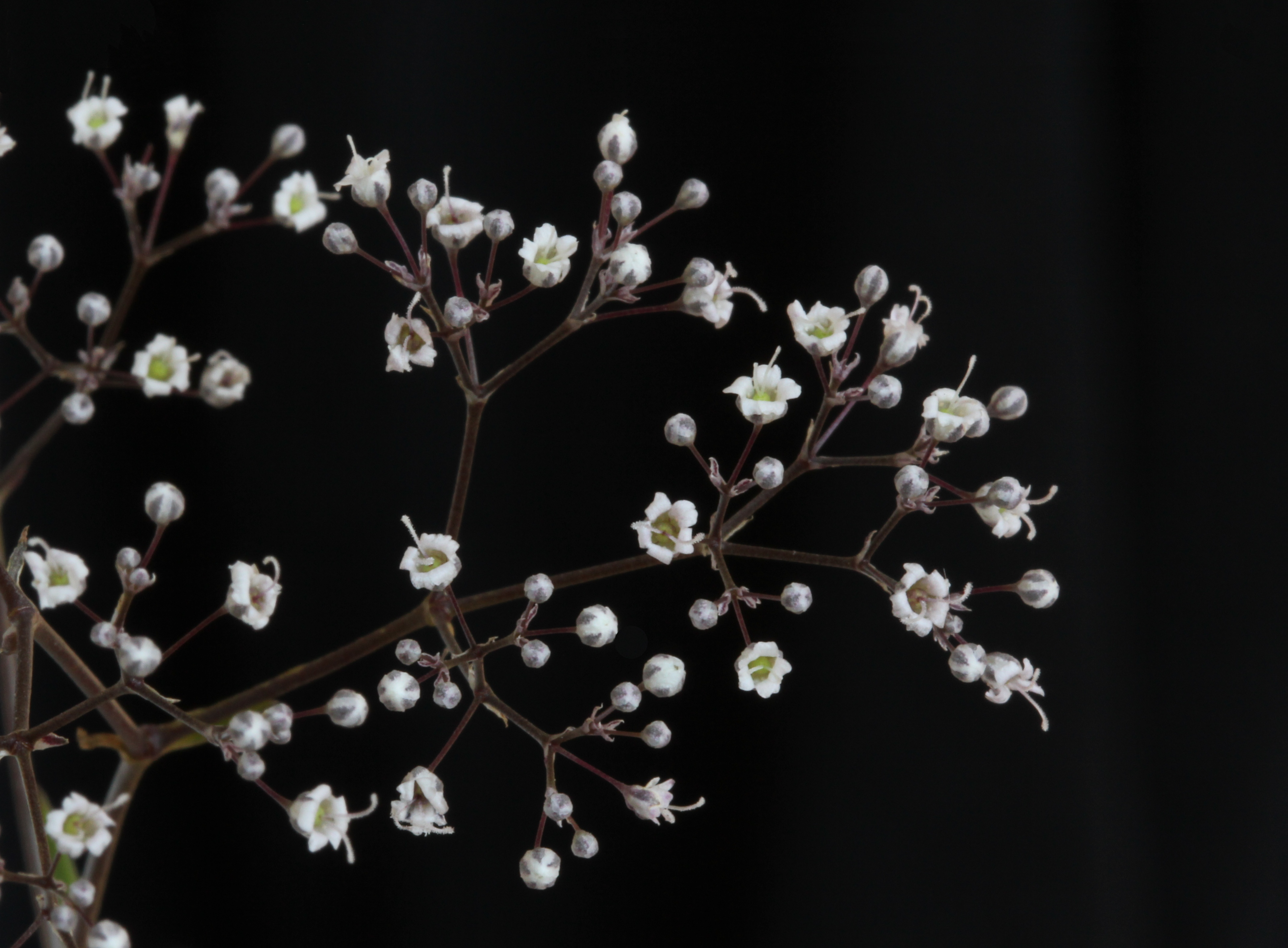
Kwiaty

Łyszczec wiechowaty, gipsówka wiechowata (Gypsophila paniculata L.) – gatunek rośliny wieloletniej należący do rodziny goździkowatych. Pochodzi z południowo-wschodniej i środkowej Europy, Kaukazu, Syberii, Mongolii i Chin, jako gatunek zawleczony rozprzestrzenił się też w innych rejonach świata. W Polsce występuje na naturalnych siedliskach tylko w nielicznych miejscach: na Nizinie Podlaskiej i w dolinie Bugu w Czumowie koło Hrubieszowa. Spotykany był także w różnych miejscach kraju jako gatunek synantropijny, uciekinier z upraw, jest bowiem uprawiany i często dziczejący. Okazy dziko rosnące podlegają w Polsce ochronie.

## Morfologia
ŁodygaWzniesiona, rozgałęziająca się, naga, delikatna. Wysokość rośliny 40–80 cm (odmiany uprawne do 120 cm). Brak pędów płonych, gałązki z kwiatostanami są bezlistne.
LiścieUlistnienie naprzeciwległe, liście równowąskie i zaostrzone, zrośnięte nasadami. Mają szerokość do 7,5 mm i 3–5 nerwów.
KwiatyBiałe, lub różowawe, drobne, zebrane w szeroką wiechę o bardzo cienkich gałązkach. Kwiaty promieniste, 5-krotne. Działki kielicha zrośnięte, płatki korony równowąskoklinowate, na szczycie zaokrąglone, 1 słupek z dwoma szyjkami, 10 pręcików dłuższych od płatków.
OwocTorebka zawierająca brodawkowane nasiona.
KorzeńGruby i długi.

## Biologia i ekologia
Bylina, chamefit. Siedlisko: wydmy, świetliste lasy, zbocza. Preferuje miejsca piaszczyste. Kwitnie od czerwca do września, jedna roślina wytwarza ok. 1000 kwiatów. Liczba chromosomów 2n = 34.

## Zagrożenia i ochrona
Od 2014 roku roślina objęta w Polsce częściową ochroną gatunkową. W latach 1983–2014 znajdowała się pod ochroną ścisłą. Umieszczona na polskiej czerwonej liście w kategorii EN (zagrożony).
Zagrożony jest przez zalesianie ugorów i innych miejsc, na których występuje.

## Zastosowanie
- Roślina ozdobna, uprawiana głównie na kwiat cięty, wykorzystywany do wytwarzania wieńców, bukietów, itp. Czasami sadzony także w ogródkach skalnych i na rabatach. Istnieje wiele kultywarów, np. `Bristol Fairy` o pełnych, białych kwiatach, `Compact Plena` o pełnych i lekko różowych kwiatach[9].
- Roślina lecznicza, dawniej używana w medycynie ludowej.

## Uprawa
Rozmnaża się go najczęściej z nasion wysiewanych w marcu-kwietniu do inspektu, sadzonki należy pikować. Na stałe miejsce wysadza się je we wrześniu. Lubi gleby lekkie, piaszczyste, dobrze nawapnione, stanowiska suche i słoneczne. Jest całkowicie odporny na mróz. Po przekwitnięciu roślinę ścina się, by ponownie zaczęła rosnąć.